# Asota aspila
Asota aspila är en fjärilsart som beskrevs av Guen. Asota aspila ingår i släktet Asota och familjen nattflyn. Inga underarter finns listade i Catalogue of Life.